# Arpillera

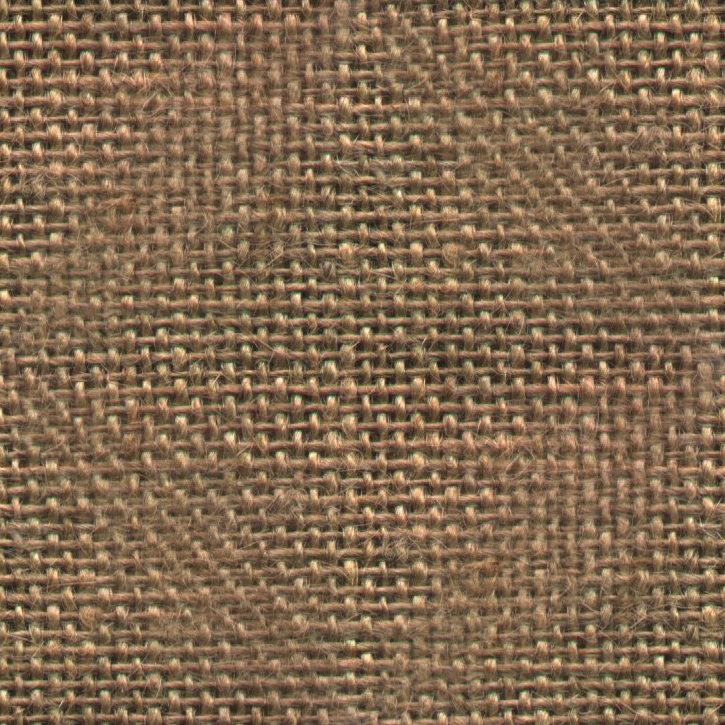
arpillera de jute.

 Arpillera  o xarpellera (antigament també serpellera) és el nom amb què es coneix a la peça tèxtil gruixuda i aspra, amb lligat de plana i d'ordit molt clar, fabricada amb diversos tipus d'estopa (per exemple, de cànem o de jute), que sol utilitzar com a element cobertor, i en la fabricació de sacs i peces d'embalatge. Durant el procés de fabricació, se submergeix en querosè per a apartar-ne tota sort de bestioles com ara els cucs.

## Usos
S'usa en tapisseria, decoració i art, i per embolicar paquets o peces per la seva protecció durant el transport. Sobre la seva superfície poden realitzar treballs d'artesania, brodat i pintura. L'artista catalana Magda Bolumar, per exemple, és coneguda especialment per la seva producció sobre xarpellera, creant pintures que s'anomenen, lògicament, Xarpelleres (amb pintura, trenat, tallats, estripats, etc).